# Gonomyia hestica
Gonomyia hestica är en tvåvingeart som beskrevs av Alexander 1968. Gonomyia hestica ingår i släktet Gonomyia och familjen småharkrankar. Inga underarter finns listade i Catalogue of Life.